# برهان الدين كركوتلي
برهان الدين كركوتلي فنان تشكيلي سوري، ولد في دمشق عام 1932 م تخرج من قسم التصوير بجامعة القاهرة عام 1958 ليستكمل دراسته في برلين التي تخرج منها عام 1963. انتقل للعيش في ألمانيا عام 1970م وتوفي في بون في ألمانيا في 26 ديسمبر عام 2003م.

## فنونه
اقتصرت عموم رسوم كركوتلي على اللونين الأبيض والأسود، وكانت القضايا التي رسم فيها القضية الفلسطينية ورسوم المواويل ذات اللمحة الدمشقية الشعبية. إلى جانب رسمه كتب كركوتلي في النقد، كما لديه بعض الأعمال في النحت. بدأ اسمه الفني يؤكد وجوده في الساحة الفنية من خلال عمله بالرسم التوضيحي في بعض الصحف العربية الصادرة في لبنان والمغرب، وعمله كفنان مستقل في ألمانيا إضافة إلى مشاركاته في العديد من المعارض من البلاد الأوروبية والعربية والأميركية، ولقد تنقل في عدة بلدان في جولات دراسية واطلاعية، فمن القاهرة إلى مدريد في إسبانيا، وكثف دراسته الأكاديمية في برلين، وعمل في الرسم الكاريكاتوري في الدار البيضاء، قبل وبعد مرحلة برلين، وانتقل إلى مدينة مانهايم في ألمانيا الغربية، ثم عاد إلى دمشق وعمل في التدريس الفني في كلية الفنون قبل أن يقوم برحلة اطلاعية إلى المكسيك وفنزويلا، حلم السفر لم يكن يفارق مخيلته، كان ينطلق من ألمانيا ثم يعود إليها في جولات مكوكية،، كانت بون هي محطته الأخيرة، حيث توفي فيها في نهاية عام 2003.

## وصلات خارجية
- بعض من أعمال برهان كركوتلي:
- معرض «قصة الحب والثورة» لبرهان الدين كركوتلي